# 卡曼奇南岸 (加利福尼亞州)
卡曼奇南岸（英語：South Camanche Shore）是位於美國加利福尼亞州卡拉韋拉斯縣的一個非建制地區。該地的面積和人口皆未知。

## 地理
卡曼奇南岸的座標為38°12′30″N 120°53′49″W / 38.20833°N 120.89694°W，而該地的平均海拔高度為135米（即443英尺）。